# دردار روسيلسي
دردار روسيلسي (الاسم العلمي: Ulmus rosseelsii) هو نوع نباتي يتبع جنس الدردار من فصيلة الدردارية.